# Yuri Havelko
Yuri Havelko (en ucraniano: Юрій Гавелко; 27 de agosto de 1988) es un deportista ucraniano que compitió en tiro con arco, en la modalidad de arco recurvo.
Ganó una medalla de bronce en el Campeonato Mundial de Tiro con Arco en Sala de 2012 y dos medallas en el Campeonato Europeo de Tiro con Arco en Sala, en los años 2011 y 2019.

## Palmarés internacional
| Campeonato Mundial en Sala | Campeonato Mundial en Sala | Campeonato Mundial en Sala | Campeonato Mundial en Sala |
| Año                        | Lugar                      | Medalla                    | Prueba                     |
| -------------------------- | -------------------------- | -------------------------- | -------------------------- |
| 2012                       | Las Vegas (Estados Unidos) | Medalla de bronce          | Equipo                     |
| Campeonato Europeo en Sala |                            |                            |                            |
| Año                        | Lugar                      | Medalla                    | Prueba                     |
| 2011                       | Cambrils (España)          | Medalla de oro             | Equipo                     |
| 2019                       | Samsun (Turquía)           | Medalla de plata           | Equipo                     |